# Championnats du monde de duathlon longue distance 2013
Navigation
Édition précédente Édition suivante
Les Championnats du monde de duathlon longue distance 2013 sont organisés par la fédération internationale de triathlon. Ils  se sont déroulés à Zofingen en Suisse le 8 septembre 2013. C'est l'épreuve longue distance du Powerman Duathlon qui sert de support à ce championnat du monde.

## Distances parcourues
| Distances course (kilomètres) | Distances course (kilomètres) | Distances course (kilomètres) |
| Course à pied                 | Cyclisme                      | Course à pied                 |
| ----------------------------- | ----------------------------- | ----------------------------- |
| 10                            | 150                           | 30                            |

## Résultats Élite
| Rang               | Athlète           | Pays      | Temps           |
| ------------------ | ----------------- | --------- | --------------- |
| Médaille d'or      | Rob Woestenborghs | Belgique  | 6 h 21 min 39 s |
| Médaille d'argent  | Andre Moser       | Suisse    | 6 h 24 min 16 s |
| Médaille de bronze | Michael Wetzel    | Allemagne | 6 h 24 min 27 s |

| Rang               | Athlète             | Pays       | Temps           |
| ------------------ | ------------------- | ---------- | --------------- |
| Médaille d'or      | Eva Nyström         | Suède      | 7 h 13 min 8 s  |
| Médaille d'argent  | Julia Viellehner    | Allemagne  | 7 h 24 min 36 s |
| Médaille de bronze | Ruth Brennan Morrey | États-Unis | 7 h 27 min 4 s  |

## Tableau des médailles
| Rang  | Nation     | Or | Argent | Bronze | Total |
| ----- | ---------- | -- | ------ | ------ | ----- |
| 1     | Belgique   | 1  | 0      | 0      | 1     |
| 2     | Suède      | 1  | 0      | 0      | 1     |
| 3     | Allemagne  | 0  | 1      | 1      | 2     |
| 4     | Suisse     | 0  | 1      | 0      | 1     |
| 5     | États-Unis | 0  | 0      | 1      | 1     |
| Total | Total      | 2  | 2      | 2      | 6     |